# Australische Badmintonmeisterschaft 1965
Die Australische Badmintonmeisterschaft 1965 fand in Perth statt. Es war die 24. Austragung der Badmintontitelkämpfe von Australien.

## Titelträger
| Disziplin    | Sieger                   |
| ------------ | ------------------------ |
| Herreneinzel | Jon Chin                 |
| Dameneinzel  | Kay Nesbit               |
| Herrendoppel | Jon Chin George Robotham |
| Damendoppel  | Kay Nesbit Jan Horton    |
| Mixed        | Ken Turner Dulcie King   |